# Ormosia yankovskyi
Ormosia yankovskyi är en tvåvingeart som beskrevs av Alexander 1940. Ormosia yankovskyi ingår i släktet Ormosia och familjen småharkrankar. Inga underarter finns listade i Catalogue of Life.